# Метродор из Лампсака (младший)
Метродор из Лампсака (др.-греч. Μητροδωρος Λαμψακηνος; 331/0 г. до н. э. - 278/7 г. до н. э.) — древнегреческий философ-эпикуреец. Один из четырёх главных представителей эпикуреизма, от которого сохранились лишь отдельные фрагменты трудов. В школу Метродор попал гораздо позже Гермарха, однако быстро заслужил высокую репутацию и имел все шансы стать следующим схолархом школы, уже в возрасте 24 лет занимая должность kathegemones (соправителя школы) вместе с более старшими участниками — Полиэном и Гермархом. Считалось даже, что Метродор был любимым учеником Эпикура, но он умер на семь лет раньше учителя, и поэтому следующим схолархом был назначен Гермарх. Главная отличительная черта философии Метродора, о которой мы знаем - это акцент на большую чувственность, чем у Эпикура.

## Сочинения
Диоген Лаэртский приводит следующий список произведений Метродора:
- Πρὸς τοὺς ἰατρούς, τρία, «Против лекарей» — 3 книги.
- Περὶ αἰσθήσεων, «О чувствах».
- Πρὸς Τιμοκράτην, «Против Тимократа».
- Περὶ μεγαλοψυχίας, «О величии духа».
- Περὶ τῆς Ἐπικούρου ἀρρωστίας, «Об Эпикуровой помощи».
- Πρὸς τοὺς διαλεκτικούς, «Против диалектиков».
- Πρὸς τοὺς σοφιστάς, ἐννέα, «Против софистов» — 9 книг.
- Περὶ τῆς ἐπὶ σοφίαν πορείας, «О дороге к мудрости».
- Περὶ τῆς μεταβολῆς, «О перемене».
- Περὶ πλούτου, «О богатстве».
- Πρὸς Δημόκριτον, «Против Демокрита».
- Περὶ εὐγενείας, «О знатности».

Небольшие фрагменты его сочинений были найдены при раскопках в Вилле Папирусов около Геркуланума. Филодем использовал его труды в своих работах О богатстве и О домашней экономике.